# Clesly Evandro Guimarães
Clesly Evandro Guimarães (28 de abril de 1975) es un exfutbolista brasileño que se desempeñaba como centrocampista.
Jugó para clubes como el Bragantino, Logroñés, Flamengo, Atlético Paranaense, FC Tokyo, Cruzeiro, Al-Ain y Grêmio.

## Trayectoria

### Clubes
| Club                | País                   | Año         |
| ------------------- | ---------------------- | ----------- |
| Bragantino          | Brasil                 | 1995 - 1996 |
| Logroñés            | España                 | 1997        |
| Flamengo            | Brasil                 | 1997        |
| Atlético Paranaense | Brasil                 | 1998 - 2001 |
| FC Tokyo            | Japón                  | 2001 - 2004 |
| Cruzeiro            | Brasil                 | 2004 - 2006 |
| Al-Ain              | Emiratos Árabes Unidos | 2006 - 2007 |
| Grêmio              | Brasil                 | 2007 - 2008 |
| Atlético Paranaense | Brasil                 | 2008        |